# Xiang (kejsarinna)

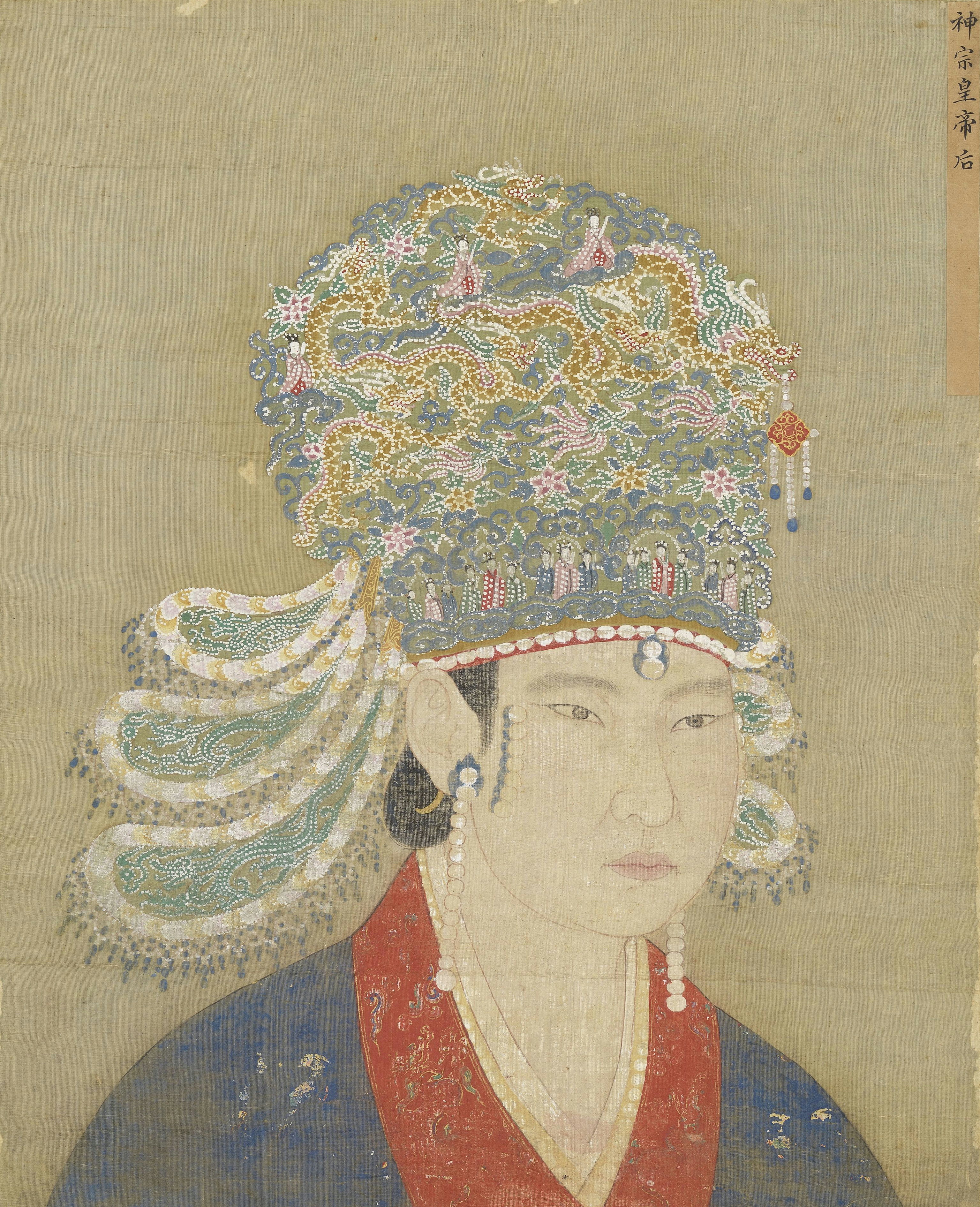
Xiang

Xiang, född 1047, död 1102, var en kinesisk kejsarinna, gift med kejsar Song Shenzong. Hon var Kinas regent i samregering med sin adoptivson Song Huizong under år 1100. 
Hon blev 1068 kejsarinna. Hennes make efterträddes 1085 av sin son, hennes adoptivson, som kejsare under förmynderskap av hennes svärmor. Hon motsatte sig avsättandet av kejsarinnan Meng och upphöjningen av kejsarinnan Liu. 1100 efterträdde hennes yngre adoptivson den äldre på tronen efter en tronföljdskris, där hon avgjorde arvsföljden. Hon utsågs till kejsarens medregent på hans egen önskan, då han var sjutton år och därmed myndig, men inte kände sig kapabel att regera själv ännu, varpå hon gick med på att vara hans stödregent under en övergångsperiod. Hon ägnade sig främst åt palatsaffärer, där hon gav Meng titeln änkekejsarinna och lät Liu kvarstå i sin titel, vilket gav hennes äldre adoptivson två officiella änkekejsarinnor. 